# Elza Furtado Gomide
Elza Furtado Gomide (20 de agosto de 1925 – 26 de octubre de 2013) fue una matemática brasileña. Fue la primera mujer que obtuvo el doctorado en matemáticas en la Universidad de São Paulo, en 1950, y la segunda en conseguirlo en Brasil Una de las fundadoras de la Sociedad de Matemáticas de São Paulo, fue escogida como jefa del departamento de matemáticas de la Universidad de São Paulo en 1968.

## Biografía
Hija del profesor de matemáticas Cândido Gonçalves Gomide y de Sofia Furtado Gomide, cursó la secundaria en el entonces Gimnasio Capital del Estado de São Paulo (actualmente Escuela Estatal de São Paulo, en el Parque Dom Pedro II). Era el único gimnasio estatal en ese momento, ubicado en la Rua do Carmo, y completó la secundaria en 1941. Su padre la animó a continuar sus estudios y su carrera, siendo su profesor.

## Trayectoria
Elza se licenció inicialmente en Física, pero a mitad de la carrera se dio cuenta de que le gustaba más las matemáticas. Al graduarse, fue invitada a ser asistente del profesor Omar Catunda, del Departamento de Matemáticas. Cursó un año más de matemáticas y comenzó su carrera como profesora e investigadora, lo que le gustaba mucho. En el ámbito de sus investigaciones, trabajó en Análisis Matemático y publicó numerosos artículos.
Elza Gomide fue la segunda brasileña en doctorarse en matemáticas en una institución brasileña y la primera en la USP. Su tesis, «Sobre el teorema de Artin-Weil», dirigida por Jean Delsart, sobre un tema propuesto por André Weil —la conjetura de Weil—, fue defendida el 27 de noviembre de 1950.
La tesis de la doctora Elza Gomide fue defendida un año después de que la pernambucana «Maria Laura Mouzinho Leite Lopes» defendiera su tesis en matemáticas en 1949 en la Universidad de Brasil (actual UFRJ). Así, mientras que Maria Laura Lopes fue la primera brasileña en obtener el título de doctora en matemáticas (ciencias matemáticas), en el área de geometría, Elza Gomide se convirtió en la primera mujer en obtener el doctorado en matemáticas en la USP, por lo que ambas tienen el mérito de ser mujeres pioneras en el campo matemático.
A lo largo de su carrera, Elza se convirtió en profesora y se dedicó a la investigación hasta la década de los 60. En 1968 fue elegida jefa del Departamento de Matemáticas. Comenzó a trabajar, en pleno régimen militar, en cuestiones relacionadas con la enseñanza. Se involucró mucho cuando el Ministerio de Educación decidió imponer la Licenciatura en Ciencias, algo que consideraba extremadamente perjudicial, especialmente para las matemáticas.
Elza considera que el estímulo que ella misma dio a varios estudiantes, sin anular su participación en el Foro de Licenciaturas como un hecho de extrema importancia, en 1990, ya que, al fin y al cabo, este Foro promovió un amplio debate sobre la profesión docente y el papel de la Universidad en la formación de profesionales cualificados. Junto con Lole de Freitas Druck, Elza presentó una propuesta de estructura curricular para el curso de Licenciatura en Matemáticas que, aprobada por el Foro con la participación de muchos profesores, permanece prácticamente igual desde su implementación en 1994.
Tenía un gran amor por la enseñanza, lo que la llevó a dedicarse por completo a las actividades didácticas, tanto dentro como fuera del aula. Se involucró profundamente en la lucha por mejorar la enseñanza de las matemáticas. Trabajó en la USP desde 1945 hasta su jubilación obligatoria en 1995. Pero, incluso después, continuó con sus actividades docentes durante muchos años, mientras su salud se lo permitió.